# MDNA
MDNA ist das zwölfte Studioalbum der US-amerikanischen Sängerin Madonna. Es erschien am 23. März 2012 bei Interscope Records. Es ist das erste Album von Madonna, das nicht bei Warner Bros. Records erschien. Die erste Single, Give Me All Your Luvin’, erschien am 3. Februar 2012. Die zweite Single, Girl Gone Wild erschien am 23. März 2012. Der Titel des Albums ist zweideutig. So kann MDNA einerseits für eine Abkürzung von „Madonna“ stehen und andererseits auf die Droge MDMA (Ecstasy) anspielen.

## Entstehung
Bereits im Dezember 2010 kündigte Madonna die Arbeit an einem neuen Album auf ihrer Facebook-Seite an. Am 4. Juli 2011 bestätigte Madonnas Manager Guy Oseary, dass sie für die Aufnahmen ins Studio gegangen sei. Es wirkten unter anderem die Rapperinnen M. I. A. und Nicki Minaj mit.

## Singles
Die Vorabsingle Give Me All Your Luvin’ erschien am 3. Februar 2012 und wurde zusammen mit den Rapperinnen Nicki Minaj und M.I.A aufgenommen. Der Song war in den Charts weltweit ein Erfolg, mit Ausnahme des Vereinigten Königreiches. So erreichte das Lied dort, wo Madonna vorher immer sehr erfolgreich war, den 37. Platz. In den USA hingegen konnte sich der Song in den Top-10 platzieren und war dort ihre 38. Top-10-Single. Die Nummer eins erreichte das Lied in Kanada, Finnland, Israel, Venezuela und Ungarn. Das begleitende Video, welches von MegaForce gedreht wurde, zeigt die drei Sängerinnen u. a. als Cheerleader. Von den Kritikern erhielt Give Me All Your Luvin’ gemischte Reaktionen – so priesen einige die Eingängigkeit und die musikalische Untermalung, während andere den Song als erste Single-Wahl bemängelten und bemerkten, dass der Song nicht das Album entsprechend widerspiegele.
Girl Gone Wild erschien am 2. März als offizielle zweite Single. Das Lied war in den offiziellen Charts nur durchschnittlich erfolgreich. Genauso wie die erste Single, war die Chartsnotierung im Vereinigten Königreich nur schwach, und als höchste Position wurde Rang 73 erreicht. Jedoch kam der Song an die Spitze der US-Hot-Dance-Club-Play-Charts und war damit ihr 42. Nummer-eins-Hit in diesen Charts. Außerdem debütierte das Lied in den US-Pop-Songs-Charts auf Nummer 33. Das Musikvideo, welches von Mert und Marcus gedreht wurde, zeigt die Sängerin in kurzen und knappen Kleidern; auf Youtube wurde das Video mit einer Altersfreigabe von 18 Jahren versehen. Jocelyn Vena von MTV.com nannte das Video als „perfekte Hommage“ zu ihrem Sex-Buch und dem Erotica-Album von 1992.
Turn up the Radio wurde als letzte Single veröffentlicht, dabei aber nur als Download-Single. Während Kritiker das Lied als Album-Highlight beschrieben und die Produktion priesen, erreichte es außerdem die Spitze der Hot-Dance-Club-Play-Charts, wo es ihr 43. Nummer-eins-Hit wurde, womit sie ihren eigenen Rekord erhöhte. In Südkorea und Japan platzierte sich der Song bereits in den Charts, bevor das Lied offiziell als Single veröffentlicht wurde. Dies lag an einer hohen Anzahl von Downloads. In den Japan-Top-100-Charts platzierte sich das Lied auf Nummer 68. Das dazugehörige Video wurde in Florenz von Tom Munro gedreht.
Der Song Masterpiece, welcher auch als Soundtrack zu ihrem Film W.E. diente, wurde im Vereinigten Königreich an die Radios gesendet, um das Album zu promoten. Eine offizielle CD-Veröffentlichung gab es nicht. Trotzdem erreichte Masterpiece die Nummer eins in Russland. In Japan, Südkorea, dem Vereinigten Königreich sowie der Tschechischen Republik platzierte sich das Lied ebenfalls, erreichte aber nur hintere Plätze. An Popularität gewann das Lied dadurch, dass es bei den Golden Globes in der Kategorie „Best Original Song“ gewann.

## Kommerzieller Erfolg
Insgesamt blieb der Verkauf von MDNA weit hinter den (vermutlichen) Erwartungen zurück und verkaufte etwa zwei Millionen Exemplare. In den USA stieg das Album in der ersten Woche auf Platz eins ein. Es wurden 359.000 Exemplare in der ersten Woche verkauft, somit schien MDNA ein Erfolg zu werden. In der zweiten Woche gingen die Verkäufe jedoch auf 46.000 Exemplare zurück, was einem Absturz von 88 Prozentpunkten entspricht und außerdem einen Negativ-Rekord in den US-Charts darstellte. Beim Verkauf wurde jedoch ein wenig „getrickst“: Wer sich in der ersten Verkaufswoche bereits Karten für die bereits angekündigte MDNA-Tour sicherte, erhielt ein Album gratis dazu. In der zweiten Woche wurde auf diesen Bonus verzichtet, was den Absturz begründen könnte. Experten vermuteten außerdem, dass der Misserfolg mit fehlender Promotion zusammenhänge. Allerdings stieg das Album ohne den Konzert-Ticket-Bonus in Ländern wie Australien und dem Vereinigten Königreich ebenfalls auf Nummer eins ein. In Deutschland schaffte es MDNA in der ersten Woche auf Rang drei, bevor es in der zweiten Woche auf Rang zehn zurückfiel. Trotzdem ist MDNA das zwölftbest-verkaufte Album im Jahre 2012, und bei den Billboard Music Awards 2013 gewann das Album drei Preise.

## Rezeption
Spiegel Online titelte: „Jetzt wird’s aber Gaga, Lady!“ und spielte damit auf Lady Gaga an. Rezensentin Jenni Zylka schrieb, der Pop-Königin gingen „die Ideen aus“.
Die auf Pop spezialisierte Seite PopMatters schrieb „MDNA is quite possibly Madonna’s best album in over a decade“ (dt. „MDNA is wahrscheinlich Madonnas bestes Album der letzten Dekade.“).
Billboard schrieb: „A collection of thoroughly pumping pop tunes, some of which are slices of sheer brilliance.“ (dt. „Eine Sammlung von durchgehend energetischen Pop-Klängen, von denen einige Teile pure Brillanz sind.“).
Die deutsche Ausgabe des Rolling Stone schrieb: „Madonna muss nichts mehr beweisen. Aber was hat sie uns noch zu sagen? Nichts anderes als früher. Es geht einmal mehr um sexuelle Selbstbestimmung, um Materialismus (hier: Bargeld), um Reue und um die Freuden der Tanzfläche. Manchmal gelingen ihr bezaubernd selbstanklagende Momente (I Fucked Up), manchmal herrlich doofer Euro-Trash (Gang Bang), manchmal euphorisierter Pop, wie man ihn zuletzt in den 1980er Jahren von ihr hörte (Turn Up The Radio – he, das gute alte Radio!), und dann wieder brummt und donnert es eher indifferent aus den Boxentürmen – und in den kommenden Tagen auch aus Tausenden Autos, Büros, Küchen.“
Tobias Hinrichs von Plattentests.de gab dem Album eine Bewertung von 6/10, während Welt Online ein negatives Urteil fällte und schrieb, dass es Madonnas peinlicher Versuch sei, cool zu sein.

## Titelliste
| #   | Titel                                                                 | Dauer |
| --- | --------------------------------------------------------------------- | ----- |
| 1.  | Girl Gone Wild Madonna, B. Benassi, A. Benassi                        | 3:43  |
| 2.  | Gang Bang Madonna, Orbit, The Demolition Crew                         | 5:26  |
| 3.  | I’m Addicted Madonna, B. Benassi, A. Benassi, The Demolition Crew     | 4:33  |
| 4.  | Turn Up the Radio Madonna, Minaj & M.I.A.                             | 3:46  |
| 5.  | Give Me All Your Luvin’ (feat. Nicki Minaj & M.I.A.) Madonna, Solveig | 3:22  |
| 6.  | Some Girls Madonna, Orbit, Åhlund                                     | 3:53  |
| 7.  | Superstar Madonna, Indiigo, Malih                                     | 3:55  |
| 8.  | I Don’t Give A (feat. Nicki Minaj) Madonna, Solveig                   | 4:19  |
| 9.  | I’m a Sinner Madonna, Orbit                                           | 4:52  |
| 10. | Love Spent Madonna, Orbit, Free School                                | 3:46  |
| 11. | Masterpiece Madonna, Orbit, Harry                                     | 3:59  |
| 12. | Falling Free Madonna, Orbit                                           | 5:13  |

### Deluxe-Edition
| #   | Titel | Dauer |
| --- | --- | ----- |
| 13. | Beautiful Killer Madonna, Solveig                                                                                 | 3:49  |
| 14. | I Fucked Up Madonna, Solveig                                                                                      | 3:29  |
| 15. | B-Day Song (feat. M.I.A.) Madonna, Solveig                                                                        | 3:33  |
| 16. | Best Friend Madonna, The Demolition Crew, B. Benassi, A. Benassi                                                  | 3:20  |
| 17. | Give Me All Your Luvin’/Party Rock Mix (feat. Nicki Minaj & LMFAO) Madonna, Solveig (Remix Stefan & Skylar Gordy) | 4:02  |
| 18. | Love Spent (Acoustic Version) Madonna, Orbit, Jean-Baptiste, Hamilton, Whyte, Buendia, McHenry                    | 4:02  |

## Kommerzieller Erfolg

### Chartplatzierungen

#### Album
| ChartsChartplatzierungen       | Höchstplatzierung | Wochen |
| ------------------------------ | ----------------- | ------ |
| Deutschland (GfK)              | 3 (15 Wo.)        | 15     |
| Österreich (Ö3)                | 3 (7 Wo.)         | 7      |
| Schweiz (IFPI)                 | 2 (21 Wo.)        | 21     |
| Vereinigte Staaten (Billboard) | 1 (13 Wo.)        | 13     |
| Vereinigtes Königreich (OCC)   | 1 (12 Wo.)        | 12     |

| ChartsJahrescharts (2012)      | Platzierung |
| ------------------------------ | ----------- |
| Deutschland (GfK)              | 76          |
| Schweiz (IFPI)                 | 32          |
| Vereinigte Staaten (Billboard) | 44          |
| Vereinigtes Königreich (OCC)   | 81          |

#### Singles
| Jahr | Titel                   | Höchstplatzierung, Gesamtwochen, AuszeichnungChartplatzierungen (Jahr, Titel, , Platzierungen, Wochen, Auszeichnungen, Anmerkungen) | Höchstplatzierung, Gesamtwochen, AuszeichnungChartplatzierungen (Jahr, Titel, , Platzierungen, Wochen, Auszeichnungen, Anmerkungen) | Höchstplatzierung, Gesamtwochen, AuszeichnungChartplatzierungen (Jahr, Titel, , Platzierungen, Wochen, Auszeichnungen, Anmerkungen) | Höchstplatzierung, Gesamtwochen, AuszeichnungChartplatzierungen (Jahr, Titel, , Platzierungen, Wochen, Auszeichnungen, Anmerkungen) | Höchstplatzierung, Gesamtwochen, AuszeichnungChartplatzierungen (Jahr, Titel, , Platzierungen, Wochen, Auszeichnungen, Anmerkungen) | Anmerkungen                                                                                             |
| Jahr | Titel                   | DE | AT | CH | UK | US | Anmerkungen                                                                                             |
| ---- | ----------------------- | --- | --- | --- | --- | --- | --- |
| 2012 | Give Me All Your Luvin’ | DE8 (12 Wo.)DE | AT11 (9 Wo.)AT | CH6 (11 Wo.)CH | UK37 (4 Wo.)UK | US10 (6 Wo.)US | Erstveröffentlichung: 3. Februar 2012 Verkäufe: + 530.000; feat. Nicki Minaj & M.I.A.; Video: MegaForce |
| 2012 | Girl Gone Wild          | — | AT62 (1 Wo.)AT | CH29 (9 Wo.)CH | UK73 (1 Wo.)UK | — | Erstveröffentlichung: 2. März 2012 Verkäufe: + 30.000; Video: Mert und Marcus                           |
| 2012 | Masterpiece             | — | — | — | UK68 (2 Wo.)UK | — | Erstveröffentlichung: 2. April 2012 Video: Tom Munro                                                    |

### Auszeichnungen für Musikverkäufe
| Land/Region                  | Auszeichnungen für Musikverkäufe (Land/Region, Auszeichnung, Verkäufe) | Verkäufe  |
| ---------------------------- | ---------------------------------------------------------------------- | --------- |
| Argentinien (CAPIF)          | Gold                                                                   | 20.000    |
| Australien (ARIA)            | Gold                                                                   | 35.000    |
| Brasilien (PMB)              | 2× Platin                                                              | 80.000    |
| Dänemark (IFPI)              | Gold                                                                   | 10.000    |
| Finnland (IFPI)              | Gold                                                                   | 10.908    |
| Frankreich (SNEP)            | Platin                                                                 | 100.000   |
| Griechenland (IFPI)          | 2× Platin                                                              | 12.000    |
| Indien (IMI)                 | Gold                                                                   | 4.000     |
| Italien (FIMI)               | Platin                                                                 | 60.000    |
| Japan (RIAJ)                 | Gold                                                                   | 100.000   |
| Kolumbien (ASINCOL)          | 2× Platin                                                              | 20.000    |
| Mexiko (AMPROFON)            | Gold                                                                   | 30.000    |
| Neuseeland (RMNZ)            | Gold                                                                   | 7.500     |
| Niederlande (NVPI)           | Gold                                                                   | 20.000    |
| Österreich (IFPI)            | Gold                                                                   | 10.000    |
| Polen (ZPAV)                 | Platin                                                                 | 20.000    |
| Portugal (AFP)               | Gold                                                                   | 10.000    |
| Russland (NFPF)              | 7× Platin                                                              | 70.000    |
| Schweden (IFPI)              | Gold                                                                   | 20.000    |
| Spanien (Promusicae)         | Gold                                                                   | 20.000    |
| Ungarn (MAHASZ)              | Gold                                                                   | 3.000     |
| Vereinigte Staaten (RIAA)    | Gold                                                                   | 539.000   |
| Vereinigtes Königreich (BPI) | Gold                                                                   | 100.000   |
| Insgesamt                    | 16× Gold · 16× Platin ·                                                | 1.301.408 |

Hauptartikel: Madonna (Künstlerin)/Auszeichnungen für Musikverkäufe

## MDNA Tour
Am 31. Mai 2012 startete die MDNA Tour in Tel Aviv und erreichte im Juni mit zwei ausverkauften Konzerten Berlin. Ein weiteres Konzert fand im Juli in Köln statt. Die Tour führte Madonna neben einer umfangreichen Europa-Etappe außerdem nach Nord- und Südamerika. Die Kritiken zum Eröffnungskonzert waren positiv, jedoch wurde die exzessive Gewaltdarstellung im ersten Akt der Show kritisiert. Die Tour umfasste insgesamt 88 Konzerte und sie war zudem die erfolgreichste Tour des Jahres 2012. Die Einnahmen beliefen sich auf 305 Millionen Dollar, es wurden 2.212.505 Tickets verkauft.
Anfang September erschienen zu der Tour Live-Aufnahmen in Form eines Albums sowie einer DVD und Blu-Ray unter dem Titel MDNA World Tour. Die Blu-Ray Edition wurde stark seitens der Kunden kritisiert, da sie Bildfehler aufwies. Der Hersteller Universal versprach Verbesserung.